# The Good Mothers
The Good Mothers (prt: As Boas Mães; bra: Mães da Mafia) é uma série televisão via streaming de drama policial britânico-italiana de 2023 dirigida por Julian Jarrold e Elisa Amoruso. Adaptada do romance homônimo de Alex Perry, baseado em fatos reais, a série mostra como as três mulheres corajosas dentro da notória máfia calabresa 'Ndrangheta trabalharam com a promotora recém-formada para derrubar o império do crime.
Teve sua estreia internacional no 73º Festival Internacional de Cinema de Berlim na Berlinale Series em 21 de fevereiro de 2023, quando os primeiros 2 episódios de 6 foram exibidos. Ganhou o Berlinale Series Award no festival, pela primeira vez por qualquer série. The Good Mothers estará disponível para streaming em 5 de abril de 2023 internacionalmente no Disney+, no Hulu nos Estados Unidos e no Star+ na América Latina.

## Sinopse
A série, ambientada em 2010, começa com o desaparecimento de Lea Garofalo, que, junto com sua filha Denise, decidiu acabar com a máfia 'Ndrangheta. Na Calábria, Anna Colace, uma promotora pública contra os clãs criminosos, desenvolve uma nova estratégia para esmagar o poder das gangues, influenciando as mulheres a colaborar e, assim, minar a estrutura de poder da organização. Uma estratégia que coloca as mulheres na frente e trai suas famílias, na esperança de um futuro melhor para elas e seus filhos.

## Elenco
- Gaia Girace como Denise Cosco
- Valentina Bellè como Giuseppina Pesce
- Barbara Chichiarelli como Anna Colace
- Francesco Colella como Carlo Cosco
- Simona Distefano como Concetta Cacciola
- Andrea Dodero como Carmine
- Micaela Ramazzotti como Lea Garofalo

## Produção
Em 15 de abril de 2021, o Disney+ confirmou a produção de sua série 'Star Original', The Good Mothers. Esta série da máfia italiana fez parte das primeiras produções originais europeias da Disney+ e da Star.

## Lançamento
Os primeiros 2 episódios da série foram exibidos no 73º Festival Internacional de Cinema de Berlim na Berlinale Series em 21 de fevereiro de 2023. Estará disponível para streaming em 5 de abril de 2023 internacionalmente no Disney+, no Hulu nos Estados Unidos e no Star+ na América Latina.

## Recepção
Marco Minniti da Asbury Movies revisando os 2 episódios da série afirmou que foi um "exercício desagradável" revisar parte da série. Minniti elogiou o roteiro, a edição e as atuações. Concluiu: "Para uma avaliação mais completa, há um mês e meio de espera, mas as premissas, neste momento, parecem mais do que boas."

## Prêmios e indicações
| Ano  | Prêmio                                         | Categoria        | Indicado         | Resultado | Ref.  |
| ---- | ---------------------------------------------- | ---------------- | ---------------- | --------- | ----- |
| 2023 | 73º Festival Internacional de Cinema de Berlim | Berlinale Series | The Good Mothers | Venceu    | [ 7 ] |